# Bucharest Dacians
Bucharest Dacians este o echipă de fotbal american din România. Înființată pe 7 februarie 2011, este cea de-a treia echipă din București, după Bucharest Warriors și Bucharest Predators.

## Strategie
Bucharest Dacians își dorește crearea unei echipe unite bazate pe jucători tineri. Pentru a realiza acest lucru este nevoie de pași mici, foarte bine calculați.
- În primă fază se vor efectua antrenamente de Flag Football 5 vs 5.
- Cea de-a doua fază este trecerea la Flag Football 8 vs 8, unde este permis contactul la nivelul liniei.
- A treia fază este practicarea Arena Football, 8 vs 8, jucătorii au nevoie de echipament de protecție, iar contactul este permis.
- Ultimul pas este cel de a efectua antrenamente si a participa la competițiile naționale și internaționale.

Prin delimitarea acestor pași se urmărește monitorizarea cât mai atentă a nivelului de prgătire, atât al echipei cât și cel individual.

## Echipa

### Roster Flag Football
1. Daniel Cristea
2. Liviu Chivuleț
3. Ciprian Tănase
4. Andrei Serac
5. Alexandru Gheorghiță
6. George Nedov
7. Radu Adăscăliței
8. Bogdan Bucur
9. Gabriel Pătru
10. Alexandru Nițu
11. Lucian Panduru
12. Adrian Ștefan
13. Marian Din
14. Diana Păduraru